# Jaboatão dos Guararapes
Jaboatão dos Guararapes város Brazília keleti részén, Pernambuco államban. Recife elővárosainak egyike, annak délnyugati részén. Lakossága 688 ezer fő volt 2009-ben, mellyel az állam 2. legnagyobb városa volt. Lakosainak száma 644 037 fő (2022).

## Főbb adatok
- Gazdaságában a szolgáltatóipar a meghatározó (73%). Főbb ágak: turizmus, kereskedelem, szállítmányozás, italgyártás.
- A települést 1593-ban Bento Luiz Figueira alapította.
- A városhoz tartozó tengerpart: Piedade, Candeias, Barra de Jangada.
- Éghajlata: Trópusi, az éves középhőmérséklet: 28 °C
- A város érintő főútvonalak: BR 101, BR 232, BR-408, PE-007, PE-008, PE-017

## Népesség
A település népességének változása:
| Lakosok száma | 581 556 | 644 620 | 706 867 | 711 330 | 644 037 |
|               | 2000    | 2010    | 2020    | 2021    | 2022    |

## Fordítás
- Ez a szócikk részben vagy egészben  a   Jaboatão dos Guararapes című angol Wikipédia-szócikk fordításán alapul.  Az eredeti cikk szerkesztőit annak laptörténete sorolja fel. Ez a jelzés csupán a megfogalmazás eredetét és a szerzői jogokat jelzi, nem szolgál a cikkben szereplő információk forrásmegjelöléseként.